# 新疆师范大学
43°49′53″N 87°35′24″E / 43.83149°N 87.58988°E
新疆师范大学（維吾爾語：شىنجاڭ پېداگوگىكا ئۇنىۋېرسىتېتى‎，拉丁维文：Shinjang Pëdagogika Uniwërsitëti）为中国新疆乌鲁木齐市的一所公立大学。

## 校史
学校肇始于创办于1906年的乌鲁木齐师范学校。
1978年12月，新疆师范大学成立。

## 院系设置
- 马克思主义学院
- 商学院
- 政法学院
- 历史与社会学院
- 教育科学学院
- 中国语言文学学院
- 外国语学院
- 数学科学学院
- 国际文化交流学院
- 物理与电子工程学院
- 心理学院
- 计算机科学技术学院
- 地理科学与旅游学院
- 化学化工学院
- 生命科学学院
- 体育学院
- 音乐学院
- 美术学院
- 继续教育学院
- 新疆旅游培训学院
- 教师培训学院
- 预科教育学院（基地）
- 青年政治学院 [2]

## 图集

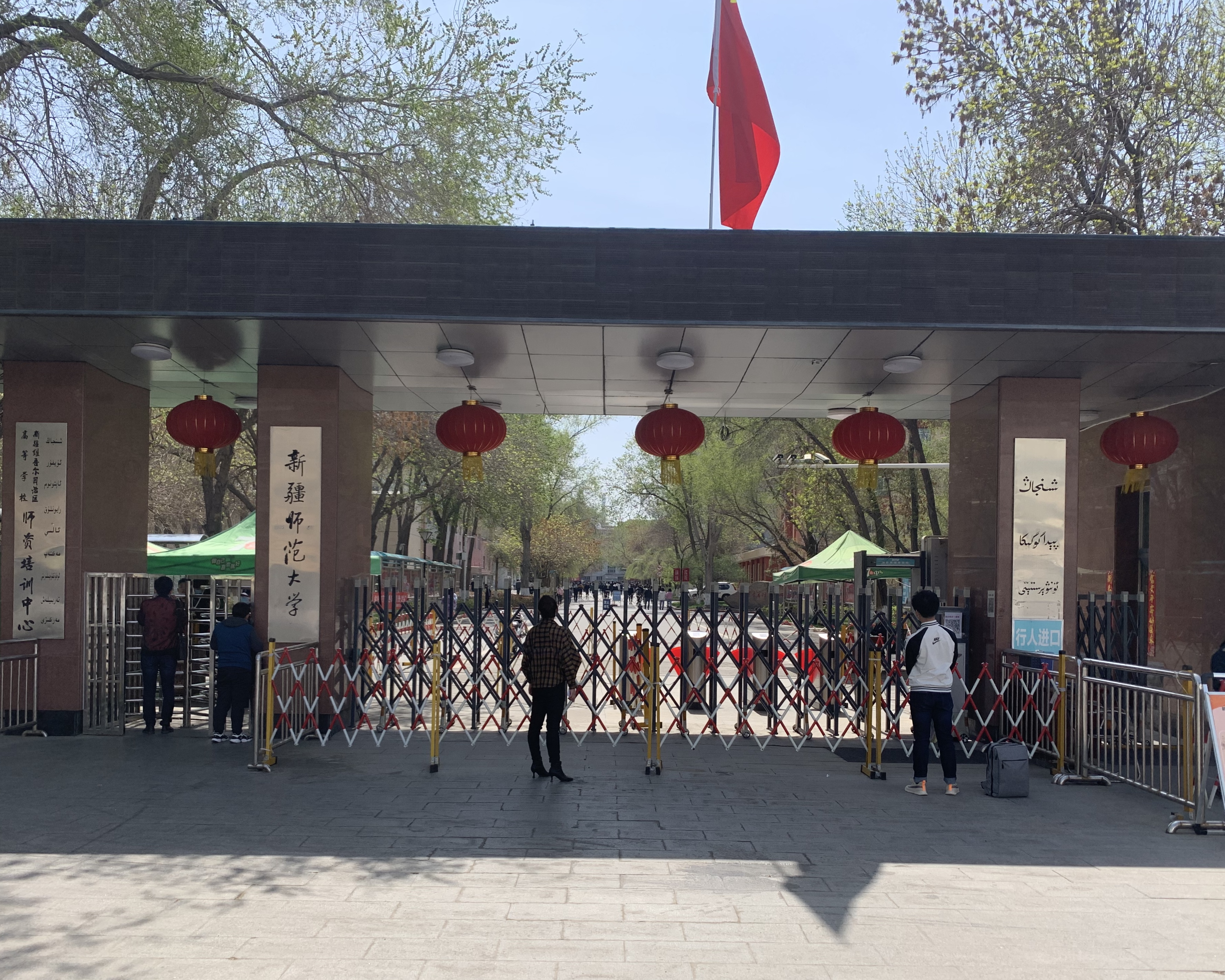
新疆师范大学东北门
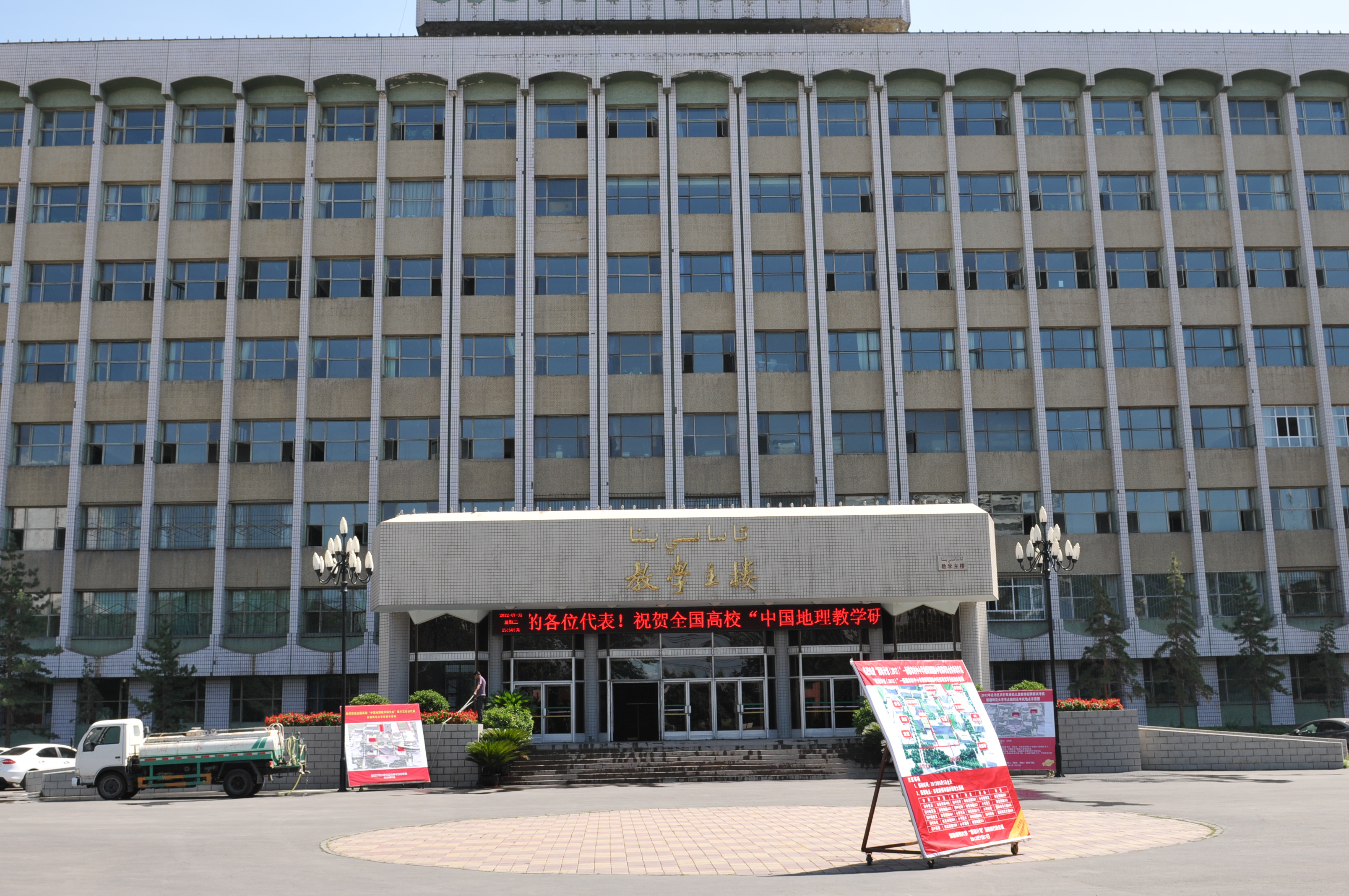
新疆师范大学教学主楼